# مويا (برشلونة)
بلدية مويا (بالكاتالانية: Moià) هي إحدى بلديات مقاطعة برشلونة، والتي تقع في منطقة كاتالونيا، شرق إسبانيا.